# Zeebee
Zeebee, właściwie Eva Engel (ur. 29 czerwca 1965 w Aalen) – austriacka piosenkarka i kompozytorka.
Współpracowała z Klausem Waldeckiem przy płycie Balroom Stories. Na koncertach występuje czasem jako Eva.